# 林肯縣 (緬因州)
林肯縣（英語：Lincoln County）是美国缅因州南部的一個縣，南臨大西洋，面積1,812平方公里。根據2020年美國人口普查，共有人口35,237人。縣治威斯卡西特鎮（Wiscasset）。該縣成立於1760年6月19日，縣名來自英国的同名城市。